# Ann Curry
Ann Curry (Hagåtña, 19 novembre 1956) è una giornalista e fotoreporter statunitense, impegnata in zone di guerra e nei luoghi colpiti da disastri naturali. Curry ha riferito delle guerre in Kosovo, Iraq, Siria, Libano, Palestina, Afghanistan, Darfur, Congo e Repubblica Centrafricana. Ha anche coperto giornalisticamente numerosi disastri, tra cui lo tsunami nell'Oceano Indiano nel 2004 e il terremoto ad Haiti nel 2010, dove il suo appello via Twitter è stato accreditato per aver contribuito ad accelerare l'arrivo di aerei umanitari..
Curry ha lavorato dal 2012 per NBC News e ha ospitato The Today Show. Nel 2015, ha lasciato la rete dopo quasi 25 anni. Pochi giorni  dopo ha fondato la sua startup multimediale multipiattaforma. Ha continuato a condurre importanti interviste giornalistiche sulla rete televisiva, inclusa un'intervista esclusiva con il ministro degli Esteri iraniano Javad Zarif nel 2015 sui colloqui sul nucleare iraniano. Ha ospitato e prodotto We'll Meet Again with Ann Curry dal 2018 al 2019 su PBS.

## Biografia
Ann Curry è nata ad Agaña, Guam, figlia di Hiroe Nagase e Robert Paul "Bob" Curry. Sua madre è giapponese e suo padre, un americano di Pueblo, in Colorado, aveva origini irlandesi e tedesche. I suoi genitori si sono conosciuti quando suo padre, un marinaio in carriera della Marina degli Stati Uniti, ha lavorato come conduttore di tram durante l'occupazione del Giappone da parte degli Stati Uniti dopo la seconda guerra mondiale. Anche se fu trasferito fuori dal Giappone, tornò due anni dopo per sposare Nagase. Curry è la maggiore di cinque figli.
Curry ha vissuto in Giappone per diversi anni da bambina e ha frequentato la Ernest J. King School nella base navale degli Stati Uniti a Sasebo, Nagasaki. Successivamente, si è trasferita ad Ashland, Oregon, dove si è diplomata alla Ashland High School. Si è laureata  in giornalismo presso l'Università dell'Oregon nel 1978.
Curry ha lavorato come presentatrice televisiva per il programma televisivo The Today Show dal 1997 al 2012 e dal 2005 al 2011 per il programma televisivo Dateline NBC. Ha ospitato il programma televisivo Macy's Thanksgiving Day Parade dal 2011.

## Vita privata
Curry è sposata con Brian Ross e ha due figli. Vive con la sua famiglia a New Canaan, nel Connecticut.

## Premi e riconoscimenti (selezione)
- Emmy Awards, 1987 e 2007.
- Dottorato Honoris Causa in Giornalismo dell'Università dell'Oregon meridionale 2010.